# 鍵っ子ノエル
「鍵っ子ノエル」（かぎっこのえる）は、大石昌良の配信限定シングル。2012年12月5日に配信が開始された。

## 解説
大石昌良としては2作品目となる配信限定シングルであり、前作「レッツシンガソング」に続く3カ月連続配信の2作品目となる配信限定シングルである。楽曲はクリスマスソングであり、鍵っ子だった幼少時代の大石昌良自身がモチーフとなっている。なお、一度会場限定シングルとして発表されているが、今回の配信限定シングルとしての発売に際して、全ての楽器のセッションデータをリテイクしている。

## 収録曲
1. 鍵っ子ノエル
作詞・作曲：大石昌良